# Делибоз
Делибоз, Дильбоз, Дильбаз или Казахская (азерб. Dəliboz, Dilboz, Dilbaz, Qazax atı) — тип азербайджанской лошади, азербайджанская национальная порода лошадей. Порода горных верхово-вьючных лошадей, выведенная в XVIII—XIX веках на территории нынешнего Газахского района.

Делибоз в конноспортивном клубе «Гюнай»

## История породы
Нынешняя порода лошадей Делибоз была выведена путем народной селекции.  Порода Делибоз формировалась под влиянием персидских и туркменских лошадей. Затем, чтобы усилить выносливость лошади, было произведено скрещивание с арабскими породами лошадей. Большую роль в формировании породы сыграли несколько поколений коневодов Газахского района из рода Дильбази и Зульгадары.
В 1836 году было опубликовано «Обозрение Российских владений за Кавказом», в котором даётся описание Казахской дистанции Елизаветпольской губернии. В этом документе имеется описание Казахских лошадей:
Казахские лошади хотя не большого роста, но статны, весьма крепки и рысисты. Число их простирается до 9500. Тамошние жители меринов не имеют, а одних только жеребцов…
…Самый лучший конский завод в дистанции находится в селении Дах-кесемен и принадлежит Агалару, Капишану Гассан-Ага; в заводе считается более 300 лошадей, происходящих от смеси Карабахских с Куртинскими; они роста средняго, статны, крепки и рысисты; цветом большею частию гнедые.«Обозрение Российских владений за Кавказом» — Дмитрий Зубарев. 1836 г., с.243
В 1943 году с целью улучшения качества конского поголовья Азербайджанской ССР был организован Государственный племенной рассадник. Начиная с 60-х годов делибозских лошадей улучшали в значительной степени терскими жеребцами.
27 февраля 2007 года Президентом Азербайджанской Республики Ильхамом Алиевым был подписан закон «О коневодстве» одной из целей которого является сохранение племенного ядра национальных пород лошадей и породы лошадей, входящих в международный генофонд, а также достижение развития коневодства в Азербайджане путём создания правовой гарантии для разведения и усовершенствования породы лошадей с высокими качествами и ценными наследственными признаками.
21 августа 2015 года было издано «Распоряжение Президента Азербайджанской Республики о мерах по улучшению материально-технического обеспечения животноводства». Тем самым для реализации мер по развитию породы лошадей Делибоз было выделено 1,5 миллиона манатов.

## Общая характеристика
Делибозские лошади имеют укороченную голову с широким лбом и узкий нос, имеют плотную массивную шею, объемистое массивное туловище, длинной ровной спиной и поясницей. Ноги у делибозских лошадей сухие и стройные с большим обхватом пясти, чем у других лошадей. Типичным признаком для этих лошадей является продольная складка языка. Делибозам свойственен неуравновешенный характер.

### Средние промеры
- Средняя высота в холке — 152 см.
- Косая длина туловища — 139 см.
- Обхват груди — 172 см.
- Обхват пясти — 19,4 см.
- Живая масса — 280—350 кг. Под вьюком 120—140 кг проходят 60—70 км в день.
- Максимальная грузоподъёмность — 3000—3200 кг.
- Средняя резвость двухлеток на дистанцию 1600 м — 1 мин 56 сек.

### Масти
Масти Делибозской лошади: серая, мышастая, буланая, рыжая, караковая, гнедая, вороная, редко соловая.